# Cyril Neveu
Cyril Neveu   (Orleans, 20 de setembre de 1956) és un ex-pilot de motociclisme francès, guanyador del Ral·li Dakar en cinc ocasions, dues d'elles amb Yamaha (1979 i 1980) i tres amb Honda (1982, 1986 i 1987). És un dels organitzadors del Ral·li de Tunísia i del Ral·li del Marroc entre d'altres. El 2013 va ser nomenat FIM Legend.

## Biografia
Cyril Neveu és fill de Claude Neveu, campió del món de canoa-caiac. Atleta de primer nivell del 1978 al 1991, es va donar a conèixer al gran públic el 1979 gràcies a la seva victòria a la primera edició del Ral·li Dakar. Va repetir la seva gesta l'any següent, després el 1982 i el bienni 1986-1987.
La seva darrera victòria, la de 1987, la va obtenir després d'una intensa batalla amb Hubert Auriol i Gaston Rahier. Quan era molt a prop de la victòria, Hubert Auriol va patir una caiguda espectacular i es va trencar els dos turmells; malgrat el dolor, va completar l'etapa. En acabar, i davant les càmeres de televisió, es va veure obligat a retirar-se, deixant a Cyril Neveu la victòria per cinquena vegada en el seu palmarès. Aquesta lluita aferrissada entre els tres pilots es relata en un llibre escrit conjuntament per Neveu amb Hubert Auriol i el periodista Jean-Michel Caradec'h: Paris-Dakar. Une histoire d'hommes (1987). Després de la seva darrera victòria al Dakar, Neveu encara va córrer per als equips de Yamaha-Itàlia, Yamaha-França i Cagiva Lucky Explorer.

## Organització de curses
Un cop acabada la seva carrera esportiva, Cyril Neveu va esdevenir un important organitzador de ral·li-raids. Des d'aleshores ha dirigit les següents entitats i esdeveniments:
- Creador i president de NPO (Neveu Pelletier Organisation) des del 1987 fins al 2008.
- Organitzador de proves de la Copa del Món de ral·lis raid: el Ral·li Optic 2000 Tunísia i el Ral·li Orpi Marroc.
- Gestor de CNP (Cyril Neveu Promotion) des de 1987, des d'on organitza el Tour de Corse en moto d'aigua.
- Organitzador del ral·li de regularitat Marroc Classic per a cotxes antics (des de 2013).
- Organitzador de la Megève - Saint-Tropez per a cotxes antics (maig 2015).
- Organitzador del Ral·li Entre 2 Mers de cotxes antics (octubre de 2016).

## Resultats al Ral·li Dakar
| Any  | Motocicleta        | Posició |  |
| ---- | ------------------ | ------- |  |
| 1979 | Yamaha XT 500      | 1r      |  |
| 1980 | Yamaha XT 500      | 1r      |  |
| 1981 | Honda XLS 500      | 25è     |  |
| 1982 | Honda XRS 550      | 1r      |  |
| 1983 | Honda XRS 600      | 10è     |  |
| 1984 | Honda XLR 600      | 4t      |  |
| 1985 | Honda XLR 600      | 5è      |  |
| 1986 | Honda NXR 750      | 1r      |  |
| 1987 | Honda NXR 750      | 1r      |  |
|      |                    |         |  |
| 1989 | Yamaha YZE 750     | 5è      |  |
|      |                    |         |  |
| 1991 | Cagiva 900 Elefant | 25è     |  |

## Obra publicada
- Neveu, Cyril. Au kilomètre 250 (en francès).  París: Robert Laffont, 1986. ISBN 2221051920.
- Auriol, Hubert; Neveu, Cyril; Caradec'h, Jean-Michel. Une histoire d'hommes (en francès).  Éditions Fixot, 1987. ISBN 9782876450042. OCLC 26594738.